# Che sia benedetta
Che sia benedetta è un brano musicale interpretato dalla cantante italiana Fiorella Mannoia, con cui è arrivata al secondo posto nella 67ª edizione del Festival di Sanremo.

## Descrizione
Il brano è stato scritto da Amara e Salvatore Mineo ed è contenuto nella riedizione del diciassettesimo album Combattente.

## Video musicale
Il video musicale, diretto da Consuelo Catucci, è stato pubblicato l'8 febbraio 2017 sul canale YouTube della cantante.

## Tracce
Testi di Erika Mineo, Salvatore Mineo, musiche di Erika Mineo.
1. Che sia benedetta – 3:06

## Formazione
- Fiorella Mannoia – voce
- Luca Visigalli – basso
- Matteo Di Francesco – batteria
- Davide Aru – chitarra, programmazione
- Fabio Valdemarin – pianoforte
- Nicola Peruch – tastiera
- Carlo Di Francesco – percussioni, programmazione
- Budapest Scoring Symphonic (diretta da Peter Pejtsik) – strumenti ad arco
- Peter Pejtsik – direzione strumenti ad arco

## Classifiche
| Classifica (2017) | Posizione massima |
| ----------------- | ----------------- |
| Italia            | 3                 |